# Temporada 2010-2011 del RCD Espanyol
Dades de la Temporada 2010-2011 del RCD Espanyol.

## Fets Destacats

### Pretemporada
- 31 de juliol de 2010: L'Espanyol guanya el Trofeu Ciutat de Barcelona[3] després de guanyar la final contra la Unione Calcio Sampdoria en guanyar a la tanda de penals.
- 8 d'agost de 2010: L'Espanyol guanya el Trofeu Ramón de Carranza[4] després d'eliminar el Sevilla Fútbol Club i guanyar la final contra el Club Atlético de Madrid.
- 21 d'agost de 2010: L'Espanyol guanya el Trofeu Ciutat de Tarragona després d'empatar a 1 amb el Nàstic.[5]
- 24 de juliol de 2010: L'Espanyol guanya el Trofeu Vila de Palamós després de vèncer el Palamós per 0 a 4.[6]

Llista completa de resultats i golejadors:
- Palamós-Espanyol: 0-4 (I. Alonso, Galán, 2 Osvaldo)
- Peralada-Espanyol: 0-3 (Coro, Luis, Álvaro)
- Espanyol-Sampdoria: 0-0
- Sevilla-Espanyol: 1-1 (Javi López)
- Atlético de Madrid-Espanyol: 1-1 (Callejón)
- Sporting de Gijón-Espanyol: 1-0
- Oviedo-Espanyol: 1-2 (Forlín, Luis García)
- Nàstic-Espanyol: 1-1 (Osvaldo)

### Temporada
- El club cedeix Ferran Corominas a l'Osasuna el gener de 2011 fins a final de temporada.[7]
- El club traspassa Víctor Ruiz al Nàpols per 6 milions d'euros i els drets sobre Jesús Dátolo.[8]
- El club traspassa Dídac Vilà a l'AC Milan per quatre temporades a canvi de quatre milions d'euros.[9]
- Els jugadors Jordi Amat i Álvaro Vázquez, dels equips inferiors, cobreixen les baixes del mercat d'hivern[10]
- El 19 de maig de 2011 Iván de la Peña va anunciar la seva retirada del futbol professional,[11] i el 21 de maig jugà el darrer partit, rebent l'homenatge de l'afició.
- L'assistència mitjana al camp fou de 26.203 espectadors.[12]

## Resultats i Classificació
- Lliga d'Espanya: Vuitena posició amb 49 punts (38 partits, 15 victòries, 4 empats, 19 derrotes, 46 gols a favor i 55 en contra).
- Copa del Rei: Vencé a setzens de final al Reial Valladolid, però fou eliminat a vuitens de final per l'Atlètic de Madrid.[13]
- Copa Catalunya:  Campió. Guanyà el Club Gimnàstic de Tarragona a semifinals (2-1) i la final al FC Barcelona (3-0, 9 d'agost del 2011, Nou Estadi Municipal, Tarragona).

## Plantilla
| P   | D  | Jugador                      | Lliga | Lliga | Copa d'Espanya | Copa d'Espanya |
| P   | D  | Jugador                      | PJ    | G     | PJ             | G              |
| --- | -- | ---------------------------- | ----- | ----- | -------------- | -------------- |
| POR | 1  | Carlos Kameni                | 33    | -47   | -              | -              |
| POR | 25 | Cristian Álvarez             | 5     | -8    | 4              | -3             |
| POR | 13 | Kiko Casilla                 | -     | -     | -              | -              |
| POR | 26 | Dinu Bogdan Moldovan         | -     | -     | -              | -              |
| DEF | 2  | Javi Chica                   | 29    | -     | 2              | -              |
| DEF | 5  | Jordi Amat                   | 26    | -     | 2              | -              |
| DEF | 14 | Ernesto Galán                | 22    | 1     | -              | -              |
| DEF | 18 | Juan Forlín                  | 21    | -     | 4              | -              |
| DEF | 3  | David García (2n capità)     | 17    | -     | 1              | -              |
| DEF | 6  | Víctor Ruiz                  | 15    | -     | 3              | -              |
| DEF | 5  | Dídac Vilà                   | 13    | -     | 3              | -              |
| DEF | 32 | Raúl Rodríguez               | 10    | -     | -              | -              |
| DEF | 15 | Felipe Mattioni              | -     | -     | -              | -              |
| DEF | 34 | Víctor Álvarez               | 1     | -     | -              | -              |
| DEF | 38 | Albert Canal                 | -     | -     | -              | -              |
| MIG | 11 | Joan Verdú                   | 37    | 5     | 3              | -              |
| MIG | 4  | Javi Márquez                 | 29    | 2     | 4              | -              |
| MIG | 7  | Raúl Baena                   | 15    | -     | 3              | -              |
| MIG | 16 | Javi López                   | 25    | -     | 3              | -              |
| MIG | 22 | Aldo Duscher                 | 19    | -     | 1              | -              |
| MIG | 29 | Manu Molina                  | 7     | -     | 2              | -              |
| MIG | 40 | Isaías Sánchez               | 4     | -     | -              | -              |
| MIG | 33 | David López                  | 3     | -     | -              | -              |
| MIG | 9  | Iván de la Peña ( Capità)    | 2     | -     | -              | -              |
| MIG | 37 | Eric López                   | 2     | -     | -              | -              |
| DAV | 10 | Luis García (3r capità)      | 37    | 6     | 3              | 1              |
| DAV | 8  | José Callejón                | 37    | 6     | 2              | -              |
| DAV | 20 | Álvaro Vázquez               | 30    | 4     | 4              | 2              |
| DAV | 17 | Dani Osvaldo                 | 24    | 13    | 2              | 1              |
| DAV | 19 | Sergio García                | 21    | 3     | 4              | -              |
| DAV | 24 | Iván Alonso                  | 20    | 2     | 3              | -              |
| DAV | 23 | Jesús Dátolo                 | 14    | 2     | 2              | -              |
| DAV | 35 | Rui Fonte                    | 11    | -     | -              | -              |
| DAV | 39 | Thievy Bifouma               | 2     | -     | -              | -              |
| DAV | 20 | Ferran Corominas (4t capità) | 1     | -     | 1              | -              |

### Equip tècnic
- Entrenador:  Mauricio Pochettino
- Coordinador Tècnic-científic:  Feliciano Di Blasi
- Segon entrenador:  Joan Carrillo Milán
- Entrenador de porters:  Tommy N'Kono
- Assistent tècnic:  Toni Borrell Fabré
- Metge:  Jordi Marcos Morta
- Preparador físic:  Ramon Català Peiró
- Preparador físic:  Jaume Bartrés Arenas